# Операция «Охота на волков»
Операция «Охота на волков» — операция российских вооружённых сил по уничтожению отрядов чеченских и арабских боевиков и их лидеров, проведённая в январе — феврале 2000 года в окрестностях г. Грозный. Заключительная часть операции по штурму Грозного 1999—2000 г. В ходе операции федеральными войсками был установлен контроль над большей частью районов Грозного. Также были уничтожены чеченские командиры — мэр Грозного Л. Дудаев (племянник президента ЧРИ Джохара Дудаева), бригадный генерал Х-П. Исрапилов, бригадный генерал А. Исмаилов.

## Предыстория
Во второй половине января 2000 года федеральным войскам удалось окончательно переломить ситуацию в Грозном в свою пользу. 18 января — федеральные силы захватили важный стратегический объект в центре города — мост через реку Сунжа. В результате было прервано сообщение между боевиками западных и восточных районов Грозного. Непосредственно для специальной операции по освобождению города
была создана группировка войск «особого района города Грозный», возглавляемая генералом В. Булгаковым. 26 декабря она приступила к выполнению поставленной боевой задачи. К этому моменту город фактически был блокирован со всех сторон. Оборона противника в целом была нарушена, оказались разгромленными главные силы бандформирований и их резервы. После этого сопротивление носило исключительно очаговый характер.
Как утверждал заместитель командующего федеральной группировкой генерал Г. Н. Трошев «и всё же, на мой взгляд, лидеры боевиков на этот раз вряд ли предполагали, что им удастся долго удерживать город. Сознавая бесперспективность длительного вооруженного противостояния федеральным войскам, Масхадов тем не менее поставил задачу полевым командирам удержать город под своим контролем до 27 января — дня открытия Парламентской ассамблеи Совета Европы, надеясь, что давление со стороны Запада заставит Москву прекратить проведение контртеррористической операции».

## Предоставление боевикам «коридора»
Замысел операции «Охота на волков» состоял в том, чтобы «выманить» боевиков из Грозного, создав иллюзию существующего коридора, и уничтожить их на открытой местности. Операция была спланирована командующим федеральной группировкой генерал-полковником Казанцевым. На исходе 26 января для федерального командования стало окончательно ясно, что прорыв из города боевиков неминуем. Части и подразделения, участвовавшие в штурме столицы Чечни и составлявшие внешнее кольцо окружения, получили на сей счет соответствующее боевое распоряжение. Одновременно ФСБ и некоторыми другими спецслужбами России была начата совместная спецоперация «Охота на волков», целью которой было создание у боевиков представления о существовании канала выхода из Грозного.

Для начала на полевых командиров вышел полковник спецслужб Александр Н. и предложил за $100 тыс. организовать коридор в Алхан-Калу. Чеченцы уже ранее знали этого офицера, так как до этого он занимался обменом тел погибших боевиков на российских солдат, и поверили ему. После этого, федеральные войска организовали сложную радиоигру, из которой следовало, что крупные войсковые подразделения с западного направления перебрасываются на юг. На разведку в Алхан-Калу из Грозного Басаев отправил отряд бригадного генерала Арби Бараева. Он смог обойти минные поля, а войска его преследовать не стали. Это окончательно убедило боевиков в том, что дорога свободна, и в ночь на 2 февраля из чеченской столицы двинулись основные силы.
Вспоминает генерал Г. Трошев: 
«Чтобы выманить боевиков из осажденного города, в штабе ОГВ был разработан оригинальный план. Назовем его условно „Волчья яма“. В рамках этого плана в эфир была запущена дезинформация: с помощью ложного радиообмена бандитам навязывалась мысль, что в кольце окружения есть бреши, где можно пройти. На стыках между полками боевая активность сводилась до минимума. Заработала и агентурная разведка, „подсказывая“ полевым командирам пути выхода из кольца. Параллельно с этими мероприятиями в нескольких направлениях мы готовили своеобразные „коридоры“ для противника».

## Выход боевиков из Грозного
30 января появилась информация о том, что для вывода остатков бандформирований из города по найденному «каналу» к одному из полевых командиров прибыл специальный проводник. Избранное направление: Шейх-Мансуровский район — Алхан-Кала — Гойты. Боевики тщательно и долго готовились к прорыву. Они рассчитывали на помощь своих сообщников, находившихся вне чеченской столицы, и надеялись, пройдя по кратчайшему пути из Грозного в горы, укрыться там. Плюс к тому в горах их ждали подготовленные «лежки», склады боеприпасов, схроны с продовольствием и медикаментами.
Остатки боеспособных отрядов попытались прорваться через Старую Сунжу, на стыке между 15-м и 276-м мотострелковыми полками. В ночь с 29 на 30 января (по другим данным — с 1 на 2 февраля) основные силы бандитов группой до 3000 человек (по данным Трошева — 600 чел.), среди которых были практически все полевые командиры — Шамиль Басаев, Турпал-Али Атгериев, Хункар-Паша Исрапилов, Асланбек Большой, Руслан Гелаев, Ахмед Закаев и Арби Бараев, предприняли попытку выхода из Грозного в южном направлении. Они двигались вдоль русла Сунжи по равнинной безлесной местности по маршруту Шейх-Мансуровский район — Алхан-Кала — Ермоловский (им. Кирова) — Лермонтов-Юрт — Закан-Юрт. Конечной целью был лес у Самашек, из которого впоследствии планировалось выдвинуться через Ассиновскую и Бамут в Ингушетию или горные районы юго-восточной Чечни.

По словам очевидцев, изначально по выходящим боевикам огонь не открывался. Лукан Ризванович Кацулов, 39 лет, житель Закан-Юрта: 
«1 февраля ночью в село вошли чеченские боевики. Их было около 2000 и они прошли по коридору от Грозного до Закан-Юрта. Я думаю, что они купили этот коридор, поскольку висевшие над ними вертолёты не стреляли. Коридор проходил по полям, а не по дороге. Они заняли школу и дом культуры, среди них были убитые и раненые. Как мне сказали, они должны продолжать свой путь в Шаами-Юрт и Катыр-Юрт». 
Его слова подтверждает другой житель Закан-Юрта — Лукман Зия Удинович Магомадов, 48 лет, преподаватель: 
«В ночь с 1 на 2 февраля федеральные силы открыли коридор для чеченских бойцов для выхода в Ермоловку, потом в Закан-Юрт. Издалека мы могли видеть чеченских бойцов, которых было около 1500—2000. Часть из них была из Центральной Азии и Африки. Всю ночь они выходили по коридору и те, кого мы смогли окликнуть, сказали, что федеральные силы не обстреливали их по дороге. Они сказали, что не намереваются оставаться, напротив, хотят поскорее уйти. 2 февраля около 8:30 они устроились в школе, в центре села (рассчитанной на 1000 учеников). Другие разбрелись по частным домам и мечетям».

## Огневой удар по боевикам

Бригадный генерал ЧРИ Хункар-Паша Исрапилов. Участник нападения на Будённовск в 1995 г. Уничтожен в ходе операции «Охота на волков»

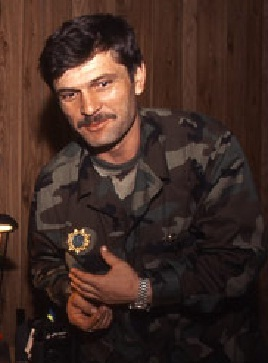
Бригадный генерал ЧРИ Асланбек Исмаилов. Начальник штаба обороны Грозного. Участник нападения на Будённовск в 1995 г Уничтожен в ходе операции «Охота на волков»

Однако вскоре командование федеральных войск, чтобы поторопить «исход» боевиков из города, нанесло по нему массированный удар авиацией и артиллерией. На пути бандитов была заранее создана эшелонированная система минно-взрывных заграждений и огневых позиций. С флангов укрепились российские пулеметчики и минометчики, а в воздух были подняты десятки вертолётов. Таким образом боевики оказались в «огневых мешках». Первые серьёзные потери противник понёс на минных полях. Управление выходящей группой было потеряно, поскольку идущие в передовом эшелоне главари боевиков погибли («мэр» Грозного Леча Дудаев, ближайший соратник Басаева Исрапилов, Исмаилов) или были ранены (Басаев, Закаев). Эту информацию подтвердил чеченский «Кавказ-центр». На минных полях отступающие гибли целыми отрядами. Многие спаслись от взрывов, спустившись в реку Сунжа. По словам генерала Трошева «той ночью боевики недосчитались около 300 человек только убитыми. Большинство выживших сдались в плен. Лишь немногим удалось вырваться из города». Министр обороны маршал Игорь Сергеев: «боевики наткнулись на минные поля, на артиллерийский огонь, и просочились только те, которые прыгнули в Сунжу».
Отдельные группы боевиков пошли на прорыв по руслу Сунжи и непосредственно по воде. Выйдя по воде к мосту через Сунжу, боевики попали под перекрестный огонь. Разбегаясь в разные стороны, они подрывались на минах, установленных по берегам реки. Часть бандитов, вырвавшихся из города, в буквальном смысле вышла из Грозного по трупам своих товарищей. Другие заняли оборону на окраинах Алхан-Калы, Ермоловского (им. Кирова), Закан-Юрта. И тех, и других блокировали и уничтожали в «огневых мешках» огнём артиллерии и стрелкового оружия. Одновременно авиация и артиллерия нанесли удар по 70 автомобилям, которые ожидали боевиков на окраине Самашкинского леса для их эвакуации. Боевики, пошедшие на прорыв кольца в западном направлении, наткнулись на минные поля, оружейно-пулеметный огонь опорных пунктов обороны флангов и артиллерийский огонь. По словам одного из боевиков, «коридор, по которому мы проходили, оказался настоящей ловушкой, а потери оказались колоссальными (более 500 человек убитыми)». Суммарные потери бандитов убитыми и плененными, по данным военного командования, достигли 1500 чел.
Остатки боевиков продолжали идти под ударами российской авиации и артиллерии к горам, по направлению Шаами-Юрт — Катыр-Юрт — Гехи-Чу — Шатой. При заходе их в сёла, как указывают правозащитники из организации «Мемориал», по сёлам федеральные силы наносили артиллерийские и авиационные удары, сами сёла окружались и среди выходящих из сёл мирных жителей проводились зачистки с задержанием мужского населения и отправкой их в фильтрационные лагеря. Российское командование публично ссылалось на присутствие в этих селах чеченских боевиков для оправдания бомбардировок.
В начале февраля месяца Закан-Юрт находился на пути выхода чеченских боевиков из Грозного в горы. По-видимому, последние вошли в село в ночь с 1 на 2 февраля. Закан-Юрт этой ночью подвергся бомбардировке российской авиации, шесть человек погибло.
Свидетельства очевидцев:
Асет Эскиева, 37 лет, проживающая по улице Ленина, 67, в Закан-Юрте, рассказывает, что бомбардировки начались в полночь 1 февраля без предупреждения. Вся её семья спряталась в погребе их дома и дома соседа.
Султан, 48 лет, проживающий в Закан-Юрте по улице Ленина, 6. Его рассказ совпадает с заявлениями других свидетелей: «В ночь с 1 на 2 февраля бойцы пришли в село и сказали нам, что федеральные силы разрешили им выйти. Я думаю, что это было сделано не без умысла, поскольку всю следующую ночь село бомбили. Мы были в погребах. Никто не предлагал нам уйти. Каждый пытался бежать своими средствами».
Бомбардировки в Шаами-Юрт начались 2 февраля и продолжались до 4 февраля. Никаких предупреждений об этом не было и жителям не сообщали о существовании каких бы то ни было гуманитарных коридоров до 5 февраля. По свидетельствам очевидцев в Шаами-Юрте погибло до 20 человек. Пока жители бежали по коридору, многие взрослые мужчины были арестованы.
Обстрел села Катыр-Юрт начались 5 февраля. Российские войска объявили днем об открытии гуманитарного коридора, который также подвергся бомбардировке.
Собранные правозащитниками «Мемориала» свидетельства о бомбардировках сел указывают либо на полное отсутствие предупреждения, либо на отказ вести переговоры о выходе населения по коридору до начала бомбардировок, либо в случае достижения соглашения, об очень коротком промежутке времени, не обеспечивающем своевременный выход населения. Кроме того, многие свидетели предполагают намеренную бомбардировку колонн с беженцами. Выборочные сведения подтверждают, по мнению сотрудников «Мемориала», массированный и неизбирательный характер бомбардировок, приводящий к смерти сотен людей. По заявлениям родственников боевиков, уничтожаются, частично или полностью, жилые строения и все необходимое для выживания гражданского населения, что не может быть обусловлено военными требованиями.

## Итоги операции
4 февраля федеральные войска совместно с милицией Бислана Гантамирова освободили часть Ленинского (ныне Ахматовский район) и Центрального районов, вышли к ещё одному мосту через реку Сунжа и водрузили российский флаг над захваченной резиденцией Аслана Масхадова. 6 февраля министр обороны Игорь Сергеев объявил об успешном завершении операции по освобождению Грозного. Исполняющий обязанности Президента РФ Владимир Путин объявил о завершении операции по освобождению Грозного: «Что касается положения в Чечне, могу вам сообщить: некоторое время назад взят последний оплот сопротивления террористов — Шейх-Мансуровский район Грозного, и над одним из административных зданий водружён российский флаг. Так что можно сказать, что операция по освобождению Грозного закончена».
Всего, по оценкам федеральных сил, в ходе операции было убито и пленено около полутора тысяч сепаратистов. В ходе операции погиб ряд видных чеченских полевых командиров: как отметил командующий западным направлением Объединённой группировки генерал Владимир Шаманов, «это они гибли на минно-взрывных заграждениях, это они гибли под кинжальным огнём наших войск, выходя в первых рядах». Среди убитых сепаратистов оказались и такие фигуры, как мэр Грозного, племянник бывшего чеченского президента Леча Дудаев, бригадные генералы Х.-П. Исрапилов, А. Исмаилов. Также в ходе операции «Охота на волков» был уничтожен Умар Эдилсултанов (Амир Карпинский), командовавший убийством российских военнопленных в с. Тухчар в сентябре 1999 г.
Герой России генерал-полковник Геннадий Трошев в своих воспоминаниях высоко оценивал эту операцию российских войск: «Всё это в целом (и эффективное применение техники, и построение боевых порядков, и взаимодействие сил и средств) позволило достичь поставленных целей в Грозненской операции с минимальными потерями личного состава».
Чеченские боевики дали проведённой операции диаметрально противоположные оценки. Так, по заявлению сепаратистов, Грозный покинули 2970 моджахедов, и лишь 43 погибли. Свой отход боевики называют «передислокацией чеченской армии». Комментируя продолжавшиеся в Грозном сражения, сепаратисты заявляли, что эти действия являются акцией федеральных войск, которые «штурмуют пустой город, имитируя бои».
Тем не менее несколько крупных отрядов боевиков сумели прорваться из Грозного к Алхан-Кале. Вспоминает генерал-полковник Михаил Паньков, бывший командующий группировкой внутренних войск на территории Северо-Кавказского региона, Герой России:
«Я помню тот момент, когда Басаев пошёл по минным полям. Пошёл он на южном направлении. Можно, конечно, оптимистично оценивать ту нашу операцию. Боевики действительно понесли ощутимые потери, но остается много вопросов. Там выполнял задачу по блокированию армейский полк. И несмотря на значительные потери, многим бандитам удалось выйти из кольца практически на том направлении. И пошли на Алхан-Калу и так далее… И потом началось… Сколько сил мы потратили на то, чтобы добить этих вырвавшихся боевиков, среди которых было огромное количество фанатичных ваххабитов, наёмников-арабов! Им ведь нечего было терять, они в тех сёлах потом бились со звериной жестокостью. Мы несли значительные потери, мирные жители очень страдали. Трудно сейчас говорить, но если бы мы полностью уничтожили ту прорывающуюся из Грозного группировку боевиков, ситуация в дальнейшем была бы совсем иной».